# Dietrich Bonhoeffer
Dietrich Bonhoeffer (tyska: [ˈdiːtʁɪç ˈbɔn.høː.fɐ] ( lyssna)), född 4 februari 1906 i Breslau, avrättad 9 april 1945 i koncentrationslägret Flossenbürg, var en tysk luthersk präst, teolog, motståndskämpe och företrädare för den så kallade Bekännelsekyrkan.

## Biografi
Bonhoeffer var son till Karl och Paula Bonhoeffer, född von Hase och syster till generalmajor Paul von Hase. Hans far var en framstående psykiatriker i Berlin medan hans mor ombesörjde hemundervisningen. Bonhoeffer hade sju syskon, bland andra tvillingsystern Sabine. 
Till en början förväntade sig Bonhoeffers föräldrar att han skulle följa i sin fars fotspår och bli psykiatriker, men han hade redan i tidiga år bestämt sig för att bli präst. Sin teologiska skolning fick han i Tübingen och Berlin där han doktorerade vid 21 års ålder.
Eftersom Bonhoeffer var under 25 år när han doktorerade, var han alltför ung för att prästvigas och fick således möjligheten att resa utomlands för studier. Han deltog i Union Theological Seminary i New York. Under denna period deltog han i gudstjänsterna i den Harlembaserade Abyssinska baptistkyrkan.

## Dietrich Bonhoeffer och kristendomen

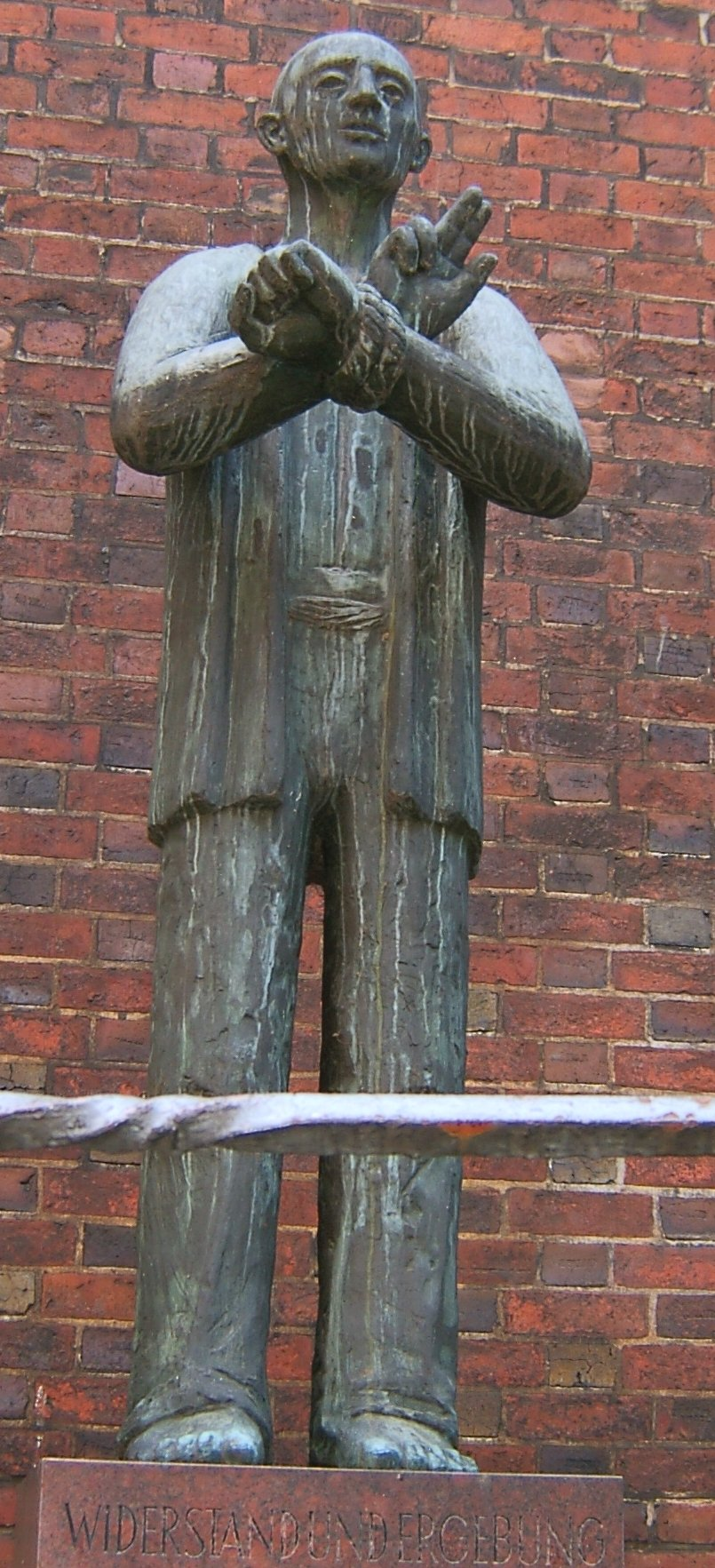
Dietrich Bonhoeffer, skulptur vid Petrikirche i Hamburg-Altstadt

Under 1930-talet författade Bonhoeffer två böcker som sammanfattar hans teologi. Nachfolge (sv. övers. Efterföljelse) kritiserar den ytliga och hycklande moderna kristendom genom att göra en utläggning av Jesu undervisning i Matteusevangeliet, främst i Bergspredikan (Matteus 5-7), men även Jesu undervisning i Matteus 10 och 18. När all teologisk utbildning togs över av den tyska staten startade Bonhoeffer ett hemligt och illegalt prästseminarium i Finkenwalde, som lyckades vara verksam under ett par år i slutet av 1930-talet innan den stängdes av staten. Gemeinsames Leben (sv. övers. Liv i gemenskap) skrevs utifrån Bonhoeffers tid som rektor i Finkenwalde och beskriver Bonhoeffers idéer kring hur kristna bör arbeta, be, studera och leva tillsammans.

## Dietrich Bonhoeffer och nazismen
Bonhoeffer var aktiv motståndare till nazismen och redan 1933 gjorde han offentligt motstånd mot dess politik och judeförföljelserna. Tio år senare arresterades han. Bonhoeffer avrättades i april 1945 för högförräderi mot nationalsocialismen. Tillsammans med honom hängdes Wilhelm Canaris och Hans Oster. Genom avrättningen betraktas Bonhoeffer som kristen martyr för sin tro.

## Psalmer
- Av goda makter underbart bevarad nr 509 i Den svenska psalmboken 1986 i översättning av Per Olof Nisser, tre verser. Melodin komponerades av C. Hubert H. Parry 1904. I Psalmer och visor 1976 används en melodi komponerad 1971 av Joseph Gelineau.
- Med hjärtats tillit att Guds goda makter, nr 817 i Psalmer i 2000-talet i översättning av Jonas Jonson. Två melodier, a-melodin av Siegfrid Fietz, b-melodin av Erik Sommer. Originalet har sju verser, i översättningen har en vers slopats.

## Utmärkelser
Asteroiden 7256 Bonhoeffer är uppkallad efter honom.

### Samlade skrifter och urval
- Gesammelte Schriften. 1-6 / hrsg. von Eberhard Bethge. München. 1958-1974. Libris 232241
- Werke. Gütersloh: Kaiser. 1986-1999 - 16 volymer och två supplementband. - Även i engelsk översättning: Dietrich Bonhoeffer Works, Minneapolis : Fortress Press
- Texter i urval. Nutida andliga klassiker, 99-1892197-8. Örebro: Libris. 1994. Libris 7620128. ISBN 9171949747 - Originaltitel: The narrow path.
- Den lilla boken om sann vishet : tankar för var dag. Örebro: Libris. 2003. Libris 9145514. ISBN 9171956662 - Originaltitel: Worte für jeden Tag.
- Med dig vill jag leva mina dagar : 365 texter. Örebro: Marcus. 2008. Libris 11192355. ISBN 9789179995591 - Originaltitel: So will ich diese Tage mit euch leben.